# 大森慶一
大森 慶一（おおもり けいいち、1981年10月15日 - ）は、北海道函館市出身の競輪選手。日本競輪学校（以下、競輪学校）第88期生。師匠は実父の大森芳明（競輪学校第41期生）。

## 来歴
函館大谷高等学校出身。
2001年
- 8月10日、メキシコシティで1kmタイムトライアル（1kmTT）の日本記録を樹立（1分03秒265）[1]。
- アジア自転車競技選手権大会・1kmTT 優勝[2]
- 全日本選手権・1kmTT 優勝
- UCIトラックワールドカップクラシックス第4戦のメキシコシティ大会・チームスプリントでは、濱田浩司、荒井崇博とのトリオで2位に入った[3]。

2002年
- アジア競技大会・1kmTT 2位[4]
- 全日本選手権・1kmTT 優勝

2003年7月4日、立川競輪場で競輪選手デビューし2着。初勝利は同年同月5日の同場。